# Cúp Liên Đoàn MLS & Liga MX (League Cup)

Cúp Liên Đoàn MLS & Liga MX (League Cup)
Leagues Cup là một giải đấu bóng đá hàng năm giữa các câu lạc bộ từ Major League Soccer (Hoa Kỳ & Canada), gọi tắt là MLS và Liga MX (Mexico). Giải đấu ra mắt vào tháng 7 năm 2019 với bốn đội tham gia từ mỗi liên đoàn (tổng 8 đội). Mùa giải đầu tiên được tổ chức ở Hoa Kỳ theo thể thức loại trực tiếp với trận chung kết diễn ra tại Las Vegas vào ngày 18 tháng 9 năm 2019.
Vào năm 2023, giải đấu đã mở rộng để bao gồm tất cả các câu lạc bộ từ MLS và Liga MX, và hiện đang hoạt động như một giải đấu khu vực cho hai liên đoàn này. Ba đội dẫn đầu của Leagues Cup sẽ đủ điều kiện để tham dự CONCACAF Champion Cup, trong đó đội vô địch sẽ nhận vé vào thẳng vòng 1/16.

Định dạng giải đấu
Phiên bản Leagues Cup năm 2019 bao gồm 4 câu lạc bộ từ mỗi liên đoàn tranh tài bằng thể thức loại trực tiếp (8 đội tất cả), vòng 1/8 và tứ kết được tổ chức tại MLS. Các đội từ MLS năm đầu tiên tham gia là do được mời, nhưng các năm tiếp theo sẽ sử dụng kết quả của liên đoàn để xác định đội tham dự; trong khi đó bốn đội từ Liga MX được chọn dựa trên kết quả của họ tại liên đoàn. Tứ kết đã diễn ra vào ngày 23-24 tháng 7 và bán kết vào ngày 20 tháng 8. Trận chung kết đầu tiên diễn ra vào ngày 18 tháng 9 tại Sam Boyd Stadium ở Las Vegas, Nevada.
Bắt đầu từ năm 2023, Leagues Cup sẽ bao gồm tất cả các đội từ MLS và Liga MX - tổng cộng 47 đội với 77 trận đấu được tổ chức tại Hoa Kỳ và Canada. 15 đội hàng đầu từ mỗi liên đoàn sẽ được xếp vào 15 bảng dựa trên vị trí của họ tại liên đoàn mùa trước, trong khi các đội còn lại sẽ được bốc thăm dựa trên vị trí địa lý gần nhau. Vòng bảng sẽ có ba trận đấu/ mỗi bảng theo thể thức vòng tròn 1 lượt, 2 đội đầu bảng sẽ lọt vào vòng loại trực tiếp. Có 2 đội sẽ nhận vé vào vòng loại trực tiếp mà không cần đấu vòng bảng, đó là: đội vô địch MLS Cup hiện tại và đội vô địch Liga MX trước đó.

Lịch sử
Trước đây, các câu lạc bộ MLS và Liga MX đã thi đấu tại giải đấu North American SuperLiga từ năm 2007 đến năm 2010. Cả hai liên đoàn cũng gửi câu lạc bộ tham gia Cúp Champions CONCACAF, nơi các câu lạc bộ Mexico đã nắm giữ ưu thế, và Campeones Cup, một trận đấu đơn giữa đội vô địch MLS Cup và đội vô địch Campeón de Campeones của Liga MX. Hai liên đoàn bắt đầu lập kế hoạch tạo một giải đấu đa quốc gia với tám câu lạc bộ để bổ sung Cúp Champions League và cung cấp các trận đấu thay thế cho Copa Libertadores từ năm 2018. MLS và Liga MX công bố một đối tác mới vào tháng 3 năm 2018 để tạo ra Campeones Cup.
Giải đấu Leagues Cup được công bố vào ngày 29 tháng 5 năm 2019, với tám đội tham gia trong mùa đầu tiên. Việc công bố giải đấu đã nhận được sự phê phán từ các nhà phê bình bóng đá ở Hoa Kỳ, gọi đó là giải giao hữu vô nghĩa cho các câu lạc bộ Mỹ. Hiệp hội Cầu thủ MLS cũng bày tỏ lo ngại về việc tạo ra giải đấu này dựa trên lý do ùn tắc lịch trình vào mùa hè. Sau đó, Sam Boyd Stadium ở Las Vegas được công bố là địa điểm tổ chức trận chung kết và hợp đồng phát sóng giải đấu được trao cho ESPN và TUDN (trước đây là Univision Deportes Network). Sự kiện này cũng được phát sóng trên TSN và TVA Sports ở Canada và Televisa ở Mexico.
Vào tháng 7 năm 2019, MLS và Liga MX công bố rằng mùa thứ 2 của Leagues Cup năm 2020 sẽ có 16 đội - tám đội từ mỗi liên đoàn. Các đội từ MLS sẽ được chọn từ bốn đội hàng đầu không đủ điều kiện tham gia Cúp Champions CONCACAF; các đội từ Liga MX sẽ bao gồm nhà vô địch Apertura năm 2019, nhà vô địch Clausura năm 2020, nhà vô địch Copa MX 2019-20 và năm đội khác xếp hạng cao nhất trong liên đoàn. Giải đấu đã bị hủy vào ngày 19 tháng 5 năm 2020 do đại dịch COVID-19. Ở Leagues Cup năm 2021, diễn ra vào tháng 8 và tháng 9. Trong trận chung kết tại Allegiant Stadium ở Las Vegas, câu lạc bộ Mexico León đã đánh bại Seattle Sounders FC, đội Mỹ đầu tiên vào chung kết trong lịch sử giải đấu.
Vào ngày 14 tháng 4 năm 2022, MLS và Liga MX công bố Leagues Cup Showcase năm 2022, được tổ chức thay cho Leagues Cup vì trùng lịch trình từ World Cup FIFA 2022 và những yếu tố khác.
Bắt đầu từ năm 2023, Leagues Cup sẽ được tranh tài bởi tất cả các câu lạc bộ từ MLS và Liga MX, giải đấu sẽ kéo dài một tháng với 3 suất Champions Cup được trao cho các đội vô địch, đội xếp thứ 2 và đội xếp thứ 3, đội vô địch sẽ vào thẳng vòng 1/16.
Bắt đầu từ phiên bản mở rộng năm 2024, Leagues Cup sẽ được sử dụng làm giải đấu sơ loại cho các câu lạc bộ Bắc Mỹ.

Cúp
Cúp Leagues Cup được công bố vào tháng 9 năm 2019 và bao gồm một cái tô bằng bạc nặng 22 pound (10,0 kg) được đặt trên bệ. Nó cao 16,5 inch (42 cm) và rộng 16,1 inch (41 cm). Bản sao cúp sẽ được tặng cho nhà vô địch sau 12 tháng giữ cúp gốc.

Truyền hình
Kể từ năm 2023, tất cả các trận đấu Leagues Cup sẽ được phát sóng trực tiếp trên toàn thế giới trên MLS Season Pass, một nền tảng phát sóng trực tuyến do Apple vận hành dưới thương hiệu Apple TV. Tất cả các trận đấu đều được bình luận bằng tiếng Anh và tiếng Tây Ban Nha, trong khi những trận đấu có các đội từ Canada cũng sẽ được bình luận thêm bằng tiếng Pháp. Một nhóm nhỏ các trận đấu cũng sẽ được phát sóng trên các mạng truyền hình như Fox Sports và TelevisaUnivision ở Hoa Kỳ; và TSN và RDS ở Canada.

Kết quả

## League Cup 2019
|  | Tứ kết               | Tứ kết              |                          |       | bán kết | bán kết |  |  | Chung kết | Chung kết |
|  |                      |                     |                          |       |         |         |  |  |           |           |
|  | July 23 – Carson     |                     |                          |       |         |         |  |  |           |           |
|  |                      |                     |                          |       |         |         |  |  |           |           |
|  | LA Galaxy (p)        | 2 (3)               |                          |       |         |         |  |  |           |           |
|  | LA Galaxy (p)        | 2 (3)               | August 20 – Carson       |       |         |         |  |  |           |           |
|  | Tijuana              | 2 (1)               |                          |       |         |         |  |  |           |           |
|  | Tijuana              | 2 (1)               | LA Galaxy                | 1     |         |         |  |  |           |           |
|  | July 23 – Bridgeview |                     | LA Galaxy                | 1     |         |         |  |  |           |           |
|  |                      | Cruz Azul           | 2                        |       |         |         |  |  |           |           |
|  | Chicago Fire         | Cruz Azul           | 2                        | 0     |         |         |  |  |           |           |
|  | Chicago Fire         |                     | September 18 – Las Vegas | 0     |         |         |  |  |           |           |
|  | Cruz Azul            | 2                   |                          |       |         |         |  |  |           |           |
|  | Cruz Azul            | 2                   | Cruz Azul                | 2     |         |         |  |  |           |           |
|  | July 24 – Houston    |                     | Cruz Azul                | 2     |         |         |  |  |           |           |
|  |                      | UANL                | 1                        |       |         |         |  |  |           |           |
|  | Houston Dynamo       | UANL                | 1                        | 1 (5) |         |         |  |  |           |           |
|  | Houston Dynamo       | August 20 – Houston |                          | 1 (5) |         |         |  |  |           |           |
|  | América (p)          | 1 (6)               |                          |       |         |         |  |  |           |           |
|  | América (p)          | 1 (6)               | América                  | 2 (3) |         |         |  |  |           |           |
|  | July 24 – Sandy      |                     | América                  | 2 (3) |         |         |  |  |           |           |
|  |                      | UANL (p)            | 2 (5)                    |       |         |         |  |  |           |           |
|  | Real Salt Lake       | UANL (p)            | 2 (5)                    | 0     |         |         |  |  |           |           |
|  | Real Salt Lake       |                     |                          | 0     |         |         |  |  |           |           |
|  | UANL                 | 1                   |                          |       |         |         |  |  |           |           |
|  | UANL                 | 1                   |                          |       |         |         |  |  |           |           |

## League Cúp 2020
Hủy do Đại dịch COVID-19

## League Cup 2021
|  | Tứ kết                    | Tứ kết                 |                         |       | Bán kết | Bán kết |  |  | Chung kết | Chung kết |
|  |                           |                        |                         |       |         |         |  |  |           |           |
|  | August 12 – Orlando       |                        |                         |       |         |         |  |  |           |           |
|  |                           |                        |                         |       |         |         |  |  |           |           |
|  | Orlando City SC           | 0                      |                         |       |         |         |  |  |           |           |
|  | Orlando City SC           | 0                      | September 14 – Seattle  |       |         |         |  |  |           |           |
|  | Santos Laguna             | 1                      |                         |       |         |         |  |  |           |           |
|  | Santos Laguna             | 1                      | Santos Laguna           | 0     |         |         |  |  |           |           |
|  | August 10 – Seattle       |                        | Santos Laguna           | 0     |         |         |  |  |           |           |
|  |                           | Seattle Sounders FC    | 1                       |       |         |         |  |  |           |           |
|  | Seattle Sounders FC       | Seattle Sounders FC    | 1                       | 3     |         |         |  |  |           |           |
|  | Seattle Sounders FC       |                        | September 22 – Paradise | 3     |         |         |  |  |           |           |
|  | UANL                      | 0                      |                         |       |         |         |  |  |           |           |
|  | UANL                      | 0                      | Seattle Sounders FC     | 2     |         |         |  |  |           |           |
|  | August 11 – New York City |                        | Seattle Sounders FC     | 2     |         |         |  |  |           |           |
|  |                           | León                   | 3                       |       |         |         |  |  |           |           |
|  | New York City FC          | León                   | 3                       | 1 (2) |         |         |  |  |           |           |
|  | New York City FC          | September 15 – Houston |                         | 1 (2) |         |         |  |  |           |           |
|  | UNAM (p)                  | 1 (3)                  |                         |       |         |         |  |  |           |           |
|  | UNAM (p)                  | 1 (3)                  | UNAM                    | 0     |         |         |  |  |           |           |
|  | August 10 – Kansas City   |                        | UNAM                    | 0     |         |         |  |  |           |           |
|  |                           | León                   | 2                       |       |         |         |  |  |           |           |
|  | Sporting Kansas City      | León                   | 2                       | 1     |         |         |  |  |           |           |
|  | Sporting Kansas City      |                        |                         | 1     |         |         |  |  |           |           |
|  | León                      | 6                      |                         |       |         |         |  |  |           |           |
|  | León                      | 6                      |                         |       |         |         |  |  |           |           |

## League Cúp 2022
Hủy do lịch trình Fifa Worlcup 2022 & một số vấn đề khác.
Thay vì tổ chức League Cup, BTC quyết định tổ chức 1 giải đấu giao hữu giữa 2 liên đoàn mang tên "The 2022 Leagues Cup Showcase" (Thông tin các trận đấu vui lòng xem list bên dưới)
| LA Galaxy                  | 2–0      | Guadalajara |
| -------------------------- | -------- | ----------- |
| - Joveljić 28' - Pérez 62' | Chi tiết |             |

| Los Angeles FC | 0–0      | América |
| -------------- | -------- | ------- |
|                | Chi tiết |         |

| FC Cincinnati                         | 3–1      | Guadalajara |
| ------------------------------------- | -------- | ----------- |
| - Kubo 53' - Harris 69' - Vazquez 77' | Chi tiết | - Pérez 20' |

| Nashville SC                           | 3–3      | América                                 |
| -------------------------------------- | -------- | --------------------------------------- |
| - Bauer 6' - Haakenson 14' - Maher 89' | Chi tiết | - Damm 38' - Layún 51' - Martínez 90+5' |

| Real Salt Lake | 1–2      | Atlas                          |
| -------------- | -------- | ------------------------------ |
| - Herrera 17'  | Chi tiết | - Zaldívar 41' - Rodríguez 71' |

Inter Miami vs Nasville là 2 câu lạc bộ đều của Hoa Kỳ đã vào chơi trận chung kết, Inter Miami đã thắng với tỷ số 10-9 trong loạt sút luân lưu sau khi hai đội hòa nhau 1-1 trong giờ thi đấu chính thức. Như vậy sau 3 lần tổ chức thì lần này cúp mới ở lại với nước Mỹ